# دهستان کلیجان رستاق سفلی

موقعیت دهستان کلیجان رستاق سفلی در جنوب ساری.

دهستان کلیجان رستاق سفلی، دهستانی است از توابع بخش مرکزی شهرستان ساری در استان مازندران.
جمعیت این دهستان بر اساس سرشماری سال ۱۳۹۵ جمعیت آن (۱٬۷۱۷ خانوار) ۵٬۱۰۵ نفر است.